# Kontemenos
Kontemenos (in greco Κοντεμένος?; in turco Kılıçarslan) è una città situata a Cipro, 7 km a nord-ovest di Skylloura.  È sotto il controllo de facto di Cipro del Nord, dove appartiene al distretto di Girne, mentre de iure appartiene al distretto di Kyrenia della Repubblica di Cipro. 
La sua popolazione nel 2011 era di 194 abitanti.
Prima del 1974, Kontemenos era abitata esclusivamente da greco-ciprioti.

## Geografia fisica
Il villaggio si trova  sette chilometri a nord-ovest di Skylloura/Yılmazköy, sulla strada Nicosia-Myrtou/Çamlıbel.

## Origini del nome
L'origine del nome del villaggio è oscura. Fino al 1974 i turco-ciprioti chiamavano il villaggio Kördemen o Kördümen, che significa "ruota cieca". Nel 1975 i turco-ciprioti cambiarono il nome in Kılıçarslan, in onore di un soldato turco (Seçim Kılıçarslan) ucciso durante l'offensiva militare turca del 1974 vicino al villaggio.

## Società

### Evoluzione demografica
Nel censimento britannico del 1891, i cristiani costituivano gli unici abitanti del villaggio. Nel censimento del 1931 compaiono brevemente pochi abitanti musulmani, probabilmente lavoratori stagionali che si trovavano nel villaggio mentre veniva effettuato il censimento. La popolazione del villaggio è aumentata costantemente, passando da 369 persone nel 1901 a 839 nel 1973.
Tutti gli abitanti del villaggio sono stati sfollati nel 1974, poiché nei mesi di luglio e agosto sono fuggiti dall'avanzata dell'esercito turco verso la parte meridionale dell'isola. Attualmente, come il resto dei rifugiati greco-ciprioti, i greco-ciprioti di Kontemenos sono sparsi in tutto il sud dell'isola, soprattutto nelle città. Il numero di greco-ciprioti sfollati nel 1974 è stimato in 850 (839 nel 1973).
Il villaggio è utilizzato principalmente come campo militare turco.